# Woodie Smalls
Woodie Smalls, de son vrai nom Sylvestre Salumu (né le 13 novembre 2007 à Saint-Nicolas, en Flandre-Orientale), est un rappeur et chanteur belge. En début 2016, il se produit au festival américain South by Southwest. Il est le frère du basketteur Jean Salumu.

## Biographie
Sylvestre Salumu grandit à Saint-Nicolas et commence à rapper vers l'âge de huit ans avec un oncle qui avait un home studio. Ses parents, qui écoutent principalement de la musique africaine, le pressent en vain d'arrêter de rapper lorsqu'il a 15 ans. Son pseudonyme est Smalls, mais il mesure près de deux mètres. Malgré ses aptitudes pour le basket-ball, il décide de faire carrière dans la musique.
Salumu rappe souvent des textes personnels sur sa propre vie et les gens qui l'entourent, comme son père qui a eu un cancer pendant un certain temps. Sa maladie l'incite à travailler encore plus dur sur sa carrière musicale,, ainsi qu'à rapper sur d'autres sujets tels que les filles et la drogue.
Après son single Champion Sound, sorti en 2015, il signe avec le label Sony Music. La même année, il sort son premier album Soft Parade. En début 2016, il se produit au festival américain South by Southwest, qui est l'un des plus grands festivals de musique au monde. Il a également participé à des dizaines de festivals en Belgique, aux Pays-Bas et en France.
En 2015, Sylvestre sort son premier album sous le nom de Soft Parade, qui atteint la 63e place du classement flamand Ultratop 200 Albums. Un an plus tard, en 2016, il sort sa mixtape intitulée Space Cowboy. En 2016, il se produit sur la scène principale du Schoolrock Festival à Kontich, près d'Anvers. Il participe également aux émissions de télévision néerlandaises De Wereld Draait Door et 101Barz en 2016. Aussi, son morceau Tokyo Drift figure dans le jeu NBA 2K18.
Au printemps 2021, Salumu interprète, avec Davina Michelle, la chanson-titre des nouvelles saisons de l'émission néerlandaise Big Brother, diffusées depuis cette année-là (les saisons conjointes des Pays-Bas et de la Belgique).

## Discographie

### Albums studio
- 2015 : Soft Parade
- 2020 : In Between Spaces

### Singles
- 2015 : Champion Sound
- 2015 : About The Dutch
- 2015 : What If
- 2015 : Night Slugs
- 2016 : Planet Shrooms
- 2016 : Lucky Strike
- 2017 : REEFA
- 2017 : Tokyo Drift
- 2017 : Problems
- 2018 : Too Soft
- 2018 : Never Trust Again
- 2019 : Sidelines
- 2019 : Pending
- 2020 : Bad
- 2020 : What Typa Time (feat. Isaiah Rashad)

### Mixtapes
- 2016 : Space Cowboy